# Cephalothrix buergeri
Cephalothrix buergeri är en djurart som tillhör fylumet slemmaskar, och som beskrevs av Wijnhoff 1913. Cephalothrix buergeri ingår i släktet Cephalothrix och familjen Cephalothricidae. Inga underarter finns listade i Catalogue of Life.